# 第23回全国中等学校ラグビーフットボール大会
第23回全国中等学校ラグビーフットボール大会（だい23かいぜんこくちゅうとうがっこうラグビーフットボールたいかい）は、1941年（昭和16年）1月に兵庫県西宮市の甲子園南運動場で開催された、旧制中学校・実業学校および師範学校を対象としたラグビー競技大会である。

## 概要
今大会では日本の師範学校が初めて参加した。

## 参加チーム
太字はシード校。
- 札幌商業学校（北海道・実業学校）（6年ぶり2回目）
- 秋田県立秋田工業学校（秋田県・実業学校）（12年連続12回目）
- 保善商業学校（東京都）（4年連続4回目）
- 三重県立松阪商業学校（三重県）（初出場）
- 大阪府立北野中学校（大阪府）（3年連続4回目）
- 村野工業学校（兵庫県・実業学校）（初出場）
- 山口県立山口中学校（山口県）（初出場）
- 愛媛県師範学校（愛媛県・師範学校）（初出場）
- 福岡県立福岡中学校（福岡県）（2年ぶり12回目）
- 台北州立台北第一中学校（外地）（3年ぶり8回目）
- 養正中学校[1]（外地）（2年連続2回目）
- 鞍山中学校[2]（外地）（5年ぶり6回目）

## 試合結果

### 1回戦
- 愛媛師0-6 台北一中
- 札幌商0-8 村野工
- 松阪商8-14 福岡中
- 秋田工3-3 保善商（抽選で保善商が勝ち抜け）

### 2回戦
- 台北一中 10-3村野工
- 北野中3-3 鞍山中（抽選で鞍山中が勝ち抜け）
- 山口中3-6 養正中
- 福岡中 3-0保善商

### 準決勝
- 台北一中 5-3鞍山中
- 養正中0-5 福岡中

### 決勝
台北一中が6年ぶり2回目の優勝を果たした。これ以降外地の学校の優勝はない。
- 台北一中 5-0福岡中